# Ephydra
Ephydra Fallén, 1810 è un genere di insetti della famiglia Ephydridae (Diptera: Schizophora). Oltre a fornire la radice al nome della famiglia, Ephydra è uno dei generi più importanti, fra gli Efidridi, per l'interesse biologico, il numero di specie, la distribuzione e la particolare rilevanza storica, per quanto molte specie siano state spostate, nel tempo, in altri taxa a seguito delle revisioni sistematiche.
L'aspetto più interessante, sotto l'aspetto biologico e quello ecologico, è l'associazione di molte specie con habitat acquatici d'acqua salmastra, talvolta quasi inospitali per l'elevata concentrazione salina. In virtù dell'adattamento a questi habitat, gli anglosassoni dedicano a questo genere un nome comune (brine flies, "mosche d'acqua salata") che li distingue dalla generalità degli Efidridi (shore flies, "mosche delle riviere").

## Descrizione

### Adulto
Come nella generalità degli Ephydrini, gli adulti hanno corpo di dimensioni medio-grandi, livrea dai riflessi lucenti e chetotassi ricca e ben sviluppata. Il genere non presenta particolari caratteri distintivi nell'ambito della tribù e si differenzia per esclusione dagli altri solo per particolari combinazioni che si individuano fondamentalmente nel numero e nello sviluppo delle setole fronto-orbitali, delle setole facciali e delle dorsocentrali. Morfologicamente, le Ephydra sono affini a Setacera, da cui si differenziano per l'assenza della caratteristica setola sul lato esterno del primo flagellomero.
Il capo ha fronte larga e faccia moderatamente prominente, occhi sporgenti e gene relativamente alte. Le antenne sono brevi e provviste di arista non pettinata. La chetotassi è composta da setole robuste differenti in numero e sviluppo secondo il sottogenere:
- Setole fronto-orbitali: tre o quattro paia di periorbitali lateroclinate; interfrontali assenti o deboli in Halephydra, un paio ben sviluppato in Ephydra, due paia lunghe e reciprocamente incrociate in Hydropyrus.
- Setole verticali e ocellari moderatamente sviluppate.
- Setole pseudopostocellari presenti ma meno sviluppate delle altre.
- Setole facciali: numerose, distribuite lungo i margini laterali e in quello inferiore.
- Setole genuali: brevi e numerose.
- Setole postoculari: brevi ma evidenti.

La chetotassi del torace comprende quattro o cinque dorsocentrali, di cui una o due presuturali, due intralari (una presuturale), una postalare, una postalare postsuturale, due notopleurali oltre a setoline sparse, una omerale più sviluppata e altre setoline più piccole. Non menzionate, in letteratura, le acrosticali. Scutello con due paia di setole, uno laterale e uno apicale. Abbondante la pubescenza sulle pleure, con numerose setoline sul prosterno, sul proepisterno, sull'anepisterno e sul katepisterno. Fra queste si evidenziano, per la lunghezza, una setola anepisternale presso il margine posteriore dello sclerite e una katepisternale diretta verso l'alto. Glabri gli scleriti posteriori.
Le zampe hanno come elemento caratteristico la conformazione dei tarsi tipica degli Ephydrini: presenza di peli idrofughi, assenza dei pulvilli e unghie lunghe e leggermente ricurvere. Le ali hanno la costa estesa fino alla terminazione della media e il secondo ramo della radio (R2+3). R2+3, R4+5 e media uniformemente distanziate. Un elemento diagnostico di particolare importanza è la conformazione della medio-cubitale discale (dm-cu), che differenzia il sottogenere Ephydra da Halephydra: nel primo forma un angolo retto con il ramo CuA1 della cubito, nel secondo forma un angolo acuto.
L'addome presenta cinque tergiti apparenti nel maschio, sei o sette nella femmina.

### Stadi giovanili
La larva è più o meno fusiforme, metapneusta quella di prima età, anfipneusta quella di seconda e terza. I segmenti toracici sono privi di zampe, mentre gli otto segmenti addominali sono provvisti di pseudozampe, di cui l'ottavo paio marcatamente più sviluppato. L'ultimo urite si prolunga caudalmente e dorsalmente in un tubo respiratorio bifido, recante all'apice gli spiracoli tracheali addominali. Il dorso è decorato da macchie composte da spine appiattite. A maturità, il corpo può superare il centimetro di lunghezza.

## Biologia e habitat
Come per la generalità degli Ephydrini, le larve di Ephydra sono organismi bentonici associati ad acque salmastre saline o alcaline, di paludi, stagni e laghi. Il genere annovera, tuttavia, alcune specie note per le condizioni proibitive degli habitat colonizzati, inospitali per la maggior parte degli invertebrati. Ampiamente citate, per la loro capacità di adattamento, sono alcune specie nordamericane:
- Ephydra hians, nota in inglese con il nome comune alkali fly per l'adattamento ad acque alcaline, è particolarmente resistente ad alte concentrazioni di bicarbonato di sodio e carbonato di sodio[2];
- Ephydra gracilis, la brine fly propriamente detta, resiste ad alte concentrazioni di cloruro di sodio[3];
- Ephydra bruesi, endemica del Parco di Yellowstone, è nota per sopravvivere fino a temperature dell'acqua dell'ordine di 43 °C, prossime al limite massimo compatibile con la vita animale; colonizza perciò le acque termali e quelle dei geyser di questo sito[4][5];
- Ephydra thermophila, altra specie endemica dello Yellowstone, ha una minore resistenza alle alte temperature, rispetto a E. bruesi, ma è nota per l'adattamento alle acque acide e può sopravvivere fino ad un limite inferiore di pH 2[6].

L'elenco di adattamenti ad habitat estremi, in ogni modo, non si esaurisce con le suddette specie, in quanto in letteratura sono citati altri casi di specie del genere Ephydra che colonizzano acque termali o con elevate concentrazioni saline. Va anche detto che l'adattamento a condizioni estreme non è una peculiarità esclusiva di questo genere, ma si riscontra anche in altri efidrini (es. Ephydrella, Neoscatella).

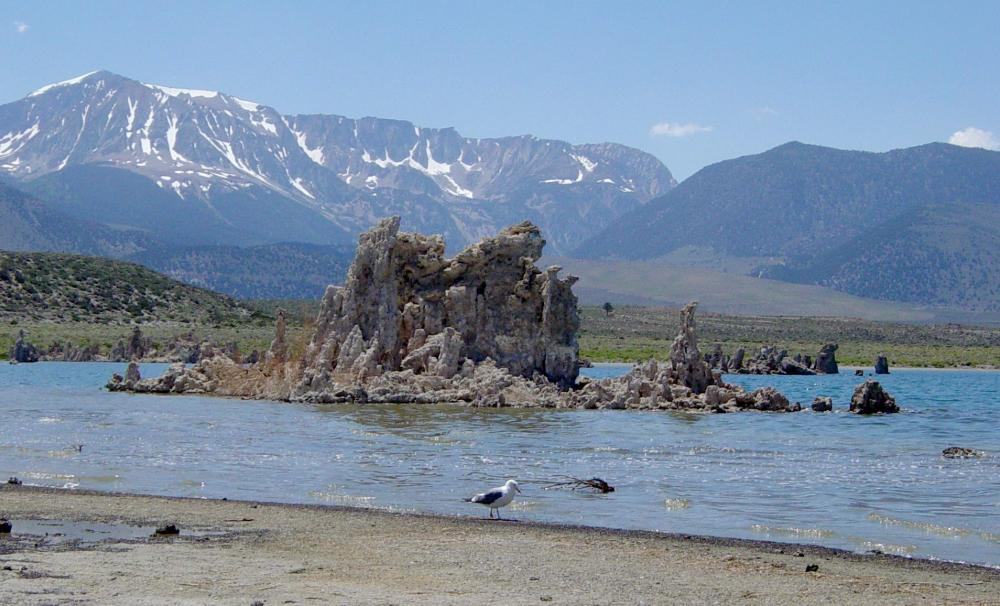
Un gabbiano si nutre sulla massa di alghe e larve di E. hians depositata dalle onde sulla riva del Lago Mono.

La straordinaria capacità di adattamento di questi organismi è alla base del ruolo non trascurabile svolto nella rete alimentare di ecosistemi caratterizzati da un bassissimo livello di biodiversità. In generale, le larve di Ephydra sono microfaghe e si nutrono sviluppandosi su colonie di cianobatteri o alghe, che possono anche essere i soli rappresentanti degli organismi produttori di questi ecosistemi. A loro volta, i ditteri rappresentano la base alimentare su cui si evolgono popolazioni di artropodi predatori e di uccelli, questi ultimi al vertice della piramide alimentare. Le Ephydra sono perciò oggetto di studio della dinamica delle biocenosi di questi particolari ambienti.
Il regime dietetico microfago costituisce la base alimentare anche degli adulti, accertato e documentato per alcune specie nordamericane, in particolare E. bruesi.
L'adattamento a condizioni di vita estreme li rende anche interessanti, sotto l'aspetto biologico, per lo studio dei meccanismi di resistenza all'osmosi. Herbst (1999) ha analizzato la complementarità di quattro specie di Ephydra nella distribuzione nel territorio del Gran Bacino (Ephydra hians, Ephydra packardi, Ephydra gracilis, Ephydra auripes), in relazione alle concentrazioni di carbonati di sodio, responsabili dell'alcalinità, e di cloruri e solfati di sodio e di magnesio, responsabili della salinità, e alla variabilità stagionale di queste condizioni. Lo studio ha posto l'attenzione sulla vicarianza di questi efidridi in rapporto alle capacità e specificità di adattamento: E. hians prevale nelle acque di laghi alcalini, E. gracilis, più osmofila della precedente, nelle acque di laghi salati. Le altre due specie, E. packardi e E. auripes, mostrano un maggiore adattamento a condizioni instabili e tendono a prevalere, rispettivamente, in acque temporaneamente saline o temporaneamente alcaline. Condizioni intermedie sono infine favorevoli alla coesistenza di una o più delle citate specie.
In merito al comportamento degli adulti, la morfologia dei tarsi, caratterizzata dall'assenza dei pulvilli, dalla forma allungata e quasi rettilinea delle unghie e dalla presenza di peli idrofughi, li rende adatti al movimento sull'acqua e su interfacce di transizione, mentre ne ostacola la stazione e la locomozione su superfici più o meno lisce. In particolare è nota la capacità di questi insetti di immergersi nell'acqua per muoversi sul materiale organico sommerso. Wirth (1971) descrisse questo singolare comportamento osservato nelle femmine di Ephydra hians e Ephydra gracilis: la femmina sfrutta le unghie dei tarsi per far presa su ramoscelli o altri oggetti che emergono dall'acqua e camminando su questi si immergono trattenendo una bolla d'aria sotto le ali fino a raggiungere ammassi di alghe o di substrato organico. Lo stazionamento in sommersione avviene finché le unghie fanno presa sul substrato. Per emergere, l'insetto lascia la presa e risale in superficie trascinato dalla bolla d'aria.

## Relazioni con l'uomo

### Danni alla risicoltura
Nonostante il regime dietetico microfago delle larve di questo genere, in Ephydra è segnalata anche una specie fitofaga, Ephydra macellaria, risultata particolarmente dannosa alle coltivazioni di riso nella Mongolia Interna. Le larve danneggiano le radici delle giovani piantine, provocandone lo sradicamento e la conseguente morte. Pur essendo diffusa in tutto il Paleartico e segnalata la sua presenza nelle risaie, la dannosità di questa specie sulla coltura, in altre regioni, sarebbe del tutto marginale.

### Alimentazione umana
La presenza di grandi assembramenti di questi insetti, in aree semidesertiche e caratterizzate da una limitata biodiversità a causa delle inospitali condizioni per la vita animale, li ha resi importanti risorse alimentari presso alcune popolazioni del Nordamerica.
Esiste un'ampia documentazione, prodotta fra l'Ottocento e il Novecento sulla raccolta di larve e pupari di Ephydra da parte di popolazioni di nativi americani stanziate nel territorio del Gran Bacino. Questa attività si concentrava nella tarda estate ed era finalizzata alla costituzione di scorte alimentari da consumare nel corso dell'inverno. Le testimonianze parlano di attività di raccolta che si svolgeva in alcuni laghi, più o meno salmastri, presenti in questo territorio: il Gran Lago Salato nello Utah, il Lago Mono e il Lago Owens in California, il Lago Humboldt in Nevada. La maggior parte delle testimonianze fa riferimento, in particolare, ai laghi Mono e Humboldt, dislocati sui contrafforti orientali della Sierra Nevada, e le popolazioni interessate erano tribù appartenenti alle etnie dei Paiute settentrionali e degli Shoshoni, stanziate nei settori occidentali del Gran Bacino. Aspetti messi in evidenza da più Autori, in queste testimonianze, sono i seguenti:
- i laghi non erano colonizzati da pesci o molluschi;
- le popolazioni di larve o pupe di efidridi, in questi laghi, raggiungevano dimensioni tali da rendere particolarmente facile e fruttuosa la raccolta, con l'uso di canestri; alcuni resoconti riportano la formazione di vere e proprie andane di pupari accumulati dalle onde sulle rive del lago;
- la raccolta si svolgeva in piena e tarda estate e le mosche raccolte venivano fatte essiccare al sole per consentirne la conservazione;
- il prodotto veniva consumato soprattutto nel corso dell'inverno come ingrediente di piatti composti con prodotti vegetali provenienti dalla raccolta spontanea (es. ghiande, frutti di bosco, erbe grasse);
- il prodotto era sostanzialmente apprezzato dal punto di vista organolettico. Godfrey (1941) segnalava che il prodotto finale, preparato secondo l'usanza degli indiani Mono e Yosemite, aveva un sapore di gambero ma più delicato.

In definitiva, questi insetti trovavano utilizzo presso tribù che non praticavano l'agricoltura e che si dedicavano fondamentalmente alla raccolta di prodotti spontanei in aree presso laghi dove scarseggiavano tradizionali fonti di cibo quali il pesce e i molluschi. La raccolta finalizzata alla costituzione di scorte alimentari, attività che in alcuni nuclei coinvolgeva persone di entrambi i sessi e di varie età, lascia presupporre che le Ephydra rappresentassero un componente primario dell'approvvigionamento alimentare di proteine e grassi.
L'importanza alimentare delle Ephydra presso talune popolazioni del Gran Bacino era tale che una tribù dei Paiute settentrionali, stanziata presso il lago Mono, si autodenominava Kucadikadi, la cui traduzione significherebbe "mangiatori di brine flies". Un'altra tribù stanziata nel bacino del lago Mono, che si identifica con il ramo occidentale dell'etnìa omonima Mono, è denominata "Monache". Il nome deriverebbe dall'appellativo monachie, attribuito dagli indiani Yokuts californiani, che significherebbe "popolo delle mosche".
In merito alla specie interessata, gran parte delle segnalazioni fanno riferimento più o meno esplicito a Ephydra hians, che oltre ad essere l'efidride colonizzatore del lago Mono ha comunque un'ampia distribuzione nella regione. Non è escluso, tuttavia, che in condizioni di vicarianza o di coesistenza venissero raccolte anche altre specie di Ephydra, in particolare Ephydra gracilis, nonostante le minori dimensioni (Sutton, 1988).

## Sistematica
Nella storia della tassonomia degli Efidridi, il genere Ephydra è uno dei più antichi. Molte specie, più o meno affini sotto l'aspetto morfologico, sono state perciò classificate in questo genere e successivamente spostate in altre posizioni sistematiche, comprese anche altre famiglie di ditteri, o sinonimizzate. Il BioSystematic Database of World Diptera (BDWD) riporta quasi 180 nomi storicamente associati a questo genere.
Come per altri generi di grande rilievo storico, non esiste una revisione globale, organica e specifica del genere, in quanto le pubblicazioni in merito consistono in cataloghi generali basati sulla letteratura prodotta, revisioni tassonomiche in ambito geografico circoscritto, integrazioni più o meno marginali derivate dall'istituzione di nuovi taxa, descrizione di nuove specie o sinonimizzazioni di vecchi nomi.
Dopo circa due secoli dall'istituzione di Ephydra, anche se ridimensionato, il genere si conferma, in ogni modo, come uno fra i più ricchi della famiglia. La suddivisione tassonomica, anche se non globalmente adottata, contempla la distinzione di tre sottogeneri, che si differenziano, come detto in precedenza, sulla base di alcuni elementi morfologici per lo più attinenti alla chetotassi:
- Ephydra (Ephydra) Fallén, 1810
- Ephydra (Halephydra) Wirth, 1971
- Ephydra (Hydropyrus) Cresson, 1934

Il sottogenere Hydropyrus fu istituito da Cresson nel 1934 come genere monotipico comprendente la specie Hydropyrus hians (=Ephydra hians). Le due denominazioni coesistono anche in pubblicazioni relativamente recenti, per quanto tenda a prevalere l'attribuzione del nome come sottogenere di Ephydra. Nel 1971, Wirth ha istituito il sottogenere Halephydra nell'ambito di una revisione sistematica circoscritta all'ecozona neartica. Nell'ambito di questa revisione suddivide Ephydra nei tre sottogeneri, includendovi tredici specie nel genere sensu stricto, distinte in due linee filogenetiche, due specie in Hydropyrus e una in Halephydra. Nel 1975, lo stesso Wirth pubblica una revisione del genere relativa al vecchio continente. Anche in questo caso adotta la suddivisione in sottogeneri, includendo tuttavia le specie africane ed eurasiatiche nel sottogenere tipo, differenziato in tre linee filogenetiche. In base ai dati forniti dalla letteratura, pertanto, la suddivisione in tre sottogeneri riguarda sostanzialmente le Ephydra del Nordamerica, mentre non si hanno segnalazioni relative agli altri continenti, nei quali sarebbe rappresentato esclusivamente il genere sensu stricto.
La distinzione in sottogeneri è confermata da Wirth et al. (1987) nel Manual of Nearctic Diptera, con l'attribuzione di 13 specie in Ephydra, due in Hydropyrus e una in Halephydra. Mathis & Zatwarnicki (1998), nel Manual of Palaearctic Diptera, discernono fra i tre sottogeneri nelle chiavi di determinazione, sostanzialmente riprodotte da quelle del Manual of Nearctic Diptera, in ogni modo confermano il quadro sistematico di Wirth (1975) associando tutte le specie paleartiche al sottogenere Ephydra.
Nei cataloghi ricorrono due differenti impostazioni nomenclaturali. Quelli dedicati alla fauna paleartica o, più in generale, al vecchio continente o all'Oceania adottano spesso la nomenclatura binomiale senza fare riferimento alla suddivisione in sottogeneri. Altri cataloghi che fanno riferimento anche alla fauna neartica adottano la nomenclatura trinomiale, come il BDWD, oppure quella binomiale.I nomi validi attribuiti a specie di Ephydra sono circa 40. L'elenco che segue è estrapolato dal BDWD e corretto secondo alcune informazioni reperite in letteratura:*Ephydra acutata Hu & Yang, 2002
- Ephydra afghanica Dahl, 1961
- Ephydra annulata Macquart, 1943
- Ephydra attica Becker, 1896
- Ephydra breva Hu & Yang, 2002
- Ephydra dorsala Hu & Yang, 2002
- Ephydra heijingensis Hu & Yang, 2002
- Ephydra orichalcea Gimmerthal, 1847
- Ephydra urmiana Gunther, 1899
- Ephydra yangi Hu & Yang, 2002
- Ephydra basilaris Waltl, 1837
- Ephydra (Ephydra) auripes Aldrich, 1912
- Ephydra (Ephydra) bivittata Loew, 1860
- Ephydra (Ephydra) bruesi Cresson, 1934
- Ephydra (Ephydra) flavipes (Macquart, 1843). Sinonimo: E. helwanensis Steyskal, 1968
- Ephydra (Ephydra) glauca Meigen, 1830. Sinonimo: E. obscuripes Becker, 1896
- Ephydra (Ephydra) goedeni Wirth, 1971
- Ephydra (Ephydra) japonica Miyagi, 1966
- Ephydra (Ephydra) macellaria Egger, 1862. Sinonimo: E. alandica Frey, 1909[33]
- Ephydra (Ephydra) magadiensis Wirth, 1975
- Ephydra (Ephydra) mexicana Cresson, 1934
- Ephydra (Ephydra) millbrae Jones, 1906
- Ephydra (Ephydra) murina Wirth, 1975
- Ephydra (Ephydra) niveiceps Cresson, 1916
- Ephydra (Ephydra) obscuripes Loew, 1866
- Ephydra (Ephydra) ochrostoma Brulle, 1833
- Ephydra (Ephydra) opaca Loew, 1856
- Ephydra (Ephydra) packardi Wirth, 1971. Sinonimo: E. halophila Packard, 1869
- Ephydra (Ephydra) pectinulata Cresson, 1916
- Ephydra (Ephydra) pseudomurina Krivosheina, 1983
- Ephydra (Ephydra) riparia Fallén, 1813. Sinonimi: E. albula Meigen, 1830, E. salina Heyden, 1843, E. salinae Zetterstedt, 1846, E. strenzkei Giordani Soika, 1960
- Ephydra (Ephydra) scholtzi Becker, 1896. Sinonimi: E. krogerusi Frey, 1930, E. strandi Duda, 1942
- Ephydra (Ephydra) shalatinensis El-Moursy, Negm, El-Hawagry & Ebrahim, 2006
- Ephydra (Ephydra) stuckenbergi Wirth, 1975
- Ephydra (Ephydra) subopaca Loew, 1864
- Ephydra (Ephydra) thermophila Cresson, 1934
- Ephydra (Ephydra) tibetensis Cresson, 1934
- Ephydra (Ephydra) usingeri Wirth, 1976
- Ephydra (Halephydra) gracilis Packard, 1871. Sinonimo: E. cinerea Jones, 1906[34]
- Ephydra (Hydropyrus) currani Wirth, 1971. Sinonimo: E. salina Curran, 1931
- Ephydra (Hydropyrus) hians Say, 1830. Sinonimi: E. californica Packard, 1871, E. crassimana Loew, 1866, E. tarsata Williston, 1893[35]

## Distribuzione
Il genere è rappresentato in tutte le regioni zoogeografiche del pianeta, ma ha una distribuzione fondamentalmente regione oloartica. La presenza nelle altre ecozone, infatti, è pressoché marginale in quanto si identifica in sostanza come espansione meridionale di un areale oloartico: la maggior parte delle specie presenti nelle regioni neotropicale, afrotropicale e orientale è infatti presente anche nelle ecozone a nord oppure, se esclusive, distribuite in regioni limitrofe. Le eccezioni si limitano a due sole specie: E. annulata, neotropicale, segnalata esclusivamente nella Guyana francese, di cui si hanno comunque scarse informazioni, e E. stuckenbergi, esclusivamente diffusa nelle regioni meridionali dell'Africa e in Madagascar. Nella regione orientale, la presenza di Ephydra è marginale e limitata a due specie che espandono a sud il loro areale paleartico. Infine, la presenza del genere nella regione australasiana va considerata nel suo contesto: in questa regione sono segnalate solo E. millbrei e E. gracilis nelle Isole Hawaii, ma in realtà si tratta di due specie ad ampia distribuzione neartica, evidentemente importate.
La maggior parte delle specie ha un areale limitato ad una sola ecozona. Come detto in precedenza, solo la regione neartica ospita specie dei tre sottogeneri, mentre nel resto del mondo è rappresentato esclusivamente il sottogenere Ephydra. Fa eccezione la specie E. (Halephydra) gracilis, che, come si è detto, è segnalata anche nelle Isole Hawaii. Solo E. riparia, infine, ha areale oloartico, in quanto presente sia in Eurasia sia in Nordamerica.
Il quadro riassuntivo è riportato nella seguente tabella. In grassetto sono riportate le specie distribuite su più ecozone:
|    | Ephydra (Ephydra) | Ephydra (Halephydra) | Ephydra (Hydropyrus) | Totale |
| -- | --- | -------------------- | -------------------- | ------ |
| AF | E. flavipes, E. macellaria, E. magadiensis, E. stuckenbergi |                      |                      | 4      |
| AU | E. japonica?, E. millbrae | E. gracilis          |                      | 3?     |
| NE | E. auripes, E. bruesi, E. goedeni, E. millbrae, E. niveiceps, E. obscuripes, E. packardi, E. pectinulata, E. riparia, E. subopaca, E. thermophila, E. usingeri | E. gracilis          | E. currani, E. hians | 15     |
| NT | E. annulata, E. mexicana |                      |                      | 2      |
| OR | E. japonica, E. tibetensis |                      |                      | 2      |
| PA | E. acutata, E. afghanica, E. attica, E. basilaris, E. bivittata, E. breva, E. dorsala, E. flavipes, E. glauca, E. heijingensis, E. japonica, E. macellaria, E. murina, E. ochrostoma, E. opaca, E. orichalcea, E. pseudomurina, E. riparia, E. scholtzi, E. shalatinensis, E. tibetensis, E. urmiana, E. yangi |                      |                      | 23     |

Una nota particolare va fatta per E. japonica. Il BDWD riporta la distribuzione di questa specie in tre regioni (paleartica, orientale e australasiana), ma in realtà l'areale è piuttosto circoscritto in quanto si estende in una zona di transizione fra queste ecozone. La specie è sostanzialmente paleartica, presente in Giappone, Cina e, probabilmente, in Corea, ma è segnalata anche nelle isole Ryūkyū (regione orientale) e nelle Isole Ogasawara. Queste ultime sono dislocate nell'Oceano Pacifico a nord delle Isole Marianne, in una zona di transizione fra l'Asia e la Micronesia e in una condizione di isolamento per cui è difficile attribuire l'appartenenza ad una specifica ecozona. Questa specie non è menzionata nel Catalog of the Diptera of the Australasian and Oceanian Regions.
In Europa sono segnalate le specie E. afghanica, E. attica, E. bivittata, E. flavipes, E. glauca, E. macellaria, E. murina, E. riparia e E. scholtzi. Di queste, solo quattro sono presenti in Italia: E. bivittata, E. flavipes, E. glauca e E. macellaria, presenti in tutte le regioni ad eccezione di E. glauca, assente in Sardegna e Sicilia.

## Fossili
Nel genere Ephydra sono classificate anche due delle poche specie fossili della famiglia degli Ephydridae:
- Ephydra oligocena Cockerell, 1916
- Ephydra sepulta Cockerell, 1916

Entrambi i fossili, ritrovati nei depositi calcarei dell'Oligocene della baia di Gurnet (Isola di Wight, Inghilterra), furono classificati da Cockerell (1916) esclusivamente in base alla morfologia alare, comparata con quella di alcune Ephydra nordamericane.